# ورش
ابوسعید عثمان بن سعید قطبی، معروف به وَرش (۱۱۰–۱۹۷ قمری)، چهره‌ای مهم در تاریخ قرائت قرآن و از ارائه دهندگان شیوه قرائت قرآن بود. او در کنار قالون یکی از نخستین دارندگان روش نافع‌ابن عبدالرحمن در قرائت قرآن بود. سبک آن دو، رایج‌ترین شکل تلاوت قرآن در عموم مساجد آفریقایی خارج از مصر، یمن و دارفور است؛ با وجود اینکه در بقیهٔ مناطق سودان، از روش حفص پیروی می‌کنند، باز هم سبک قرائت ایشان، جایگاه خودش را مناطقی مانند دارفور، نگه‌داشته‌است. پیشتر نیز روش وَرش و قالون، محبوب‌ترین روش تلاوت در اسپانیای اسلامی محسوب می‌شد. همچنین بیشتر مصحَف‌های چاپی امروزی در شمال آفریقا و غرب آفریقا از قرائت ورش پیروی می‌کنند.
وی در سال ۸۱۲ میلادی درگذشت.

## تلاوت ورش
وارش عن نافع یکی از روشهای اصلی تلاوت قرآن است. تلاوت قرآن که در زبان عربی به قرائت معروف است، تحت قوانین علم تجوید انجام می‌شود. این خوانش، منسوب به ورش است که آن را از استادش نافع، یکی از ناقلان هفت‌گانه، آموخته‌است. این تلاوت یکی از دو سنت اصلی تلاوت است. دومین سنت قرائت قرآن، حفص عاصم است.

## زندگی‌نامه
ورش، عثمان بن سعید قطبی در مصر به دنیا آمد. استادش نافع، او را وَرش نامید. به معنای ماده‌ای از شیر، چون پوست روشنی داشت. قرائت خود را از نافع در مدینه آموخت. پس از پایان تحصیلات به مصر بازگشت و در آنجا قاری ارشد قرآن شد.
ورش، عثمان بن سعید قطبی در مصر به دنیا آمد. استادش نافع، او را وَرش نامید. به معنای ماده‌ای از شیر، چون پوست روشنی داشت. قرائت خود را از نافع در مدینه آموخت. پس از پایان تحصیلات به مصر بازگشت و در آنجا قاری ارشد قرآن شد. در قرن دهم، دانشمند مسلمان ابن مجاهد، هفت نقل قرآن از جمله قرائت ورش را تأیید کرد. اما اینک تنها قرائت عاصم و ورش، مؤثر باقی‌مانده‌اند. تلاوت وارش در شمال آفریقا رواج یافت، بیشتر به این دلیل که این خوانش، تلاوتِ ترجیحیِ مالک‌بن‌انس، صاحب مکتبِ غالبِ مردمان آن منطقه بود. در سده‌های میانه، این تلاوت، تلاوتِ اصلی قرآن در ایبریای اسلامی بود. نقل ورش، بیانگر سنت تلاوت مدینه است.